# 岩手県道・秋田県道23号大更八幡平線
岩手県道・秋田県道23号大更八幡平線（いわてけんどう・あきたけんどう23ごう おおぶけはちまんたいせん）は、岩手県八幡平市から秋田県鹿角市に至る県道（主要地方道）である。

## 概要
十和田八幡平国立公園を岩手県側から秋田県側に、東から西へ横断する。県境は標高約1,600メートル (m) の八幡平頂上付近を通り、冬期は11月から4月までの長期にわたって通行止めとなり、通行止め期間の前後は夜間通行止めの措置がとられる。
また、八幡平の両県側の麓の当県道沿線に国立公園のビジターセンターが設置されている。
八幡平市緑ガ丘から国道341号交点にかけては、八幡平アスピーテラインの愛称で呼ばれ、絶景道路として有名である。かつては有料道路であったが、1992年（平成4年）4月1日に無料開放された。

### 路線データ
- 総延長：47.51 km
- 実延長：47.51 km
  - 岩手県側：31.5473 km[3]
  - 秋田県側：15.961 km[4]
- 起点 : 岩手県八幡平市大更（国道282号・県道257号交点）[3][5]
- 終点 : 秋田県鹿角市八幡平字切留平208番2（国道341号交点）[5]
- 未供用区間 : なし[4]

## 歴史
- 1959年（昭和34年）
  - 2月17日 - 玉川温泉・大更停車場線として秋田県側の区間が県道に認定される[6]。
  - 3月31日 - 大更停車場八幡平鹿湯線として岩手県側の区間が県道に認定される[7]。
- 1976年（昭和51年）
  - 4月1日 - 県道大更停車場八幡平線の一部が、西根八幡平線として建設省（現・国土交通省）から主要地方道の指定を受ける[8]。
  - 10月1日 - 岩手県、秋田県の双方から県道に認定される[3]。
- 1992年（平成4年）4月1日 - 無料開放される。
- 1993年（平成5年）5月11日 - 建設省により改めて主要地方道の指定を受ける[9]。
- 2005年（平成17年）
  - 9月1日 - 市町村合併に伴い、岩手県側の区間の路線名が西根八幡平線から大更八幡平線に変更される[10]。
  - 10月14日 - 秋田県側の区間の路線名が西根八幡平線から大更八幡平線に変更される[11]。
- 2022年（令和4年）
  - 4月25日 - アスピーテラインの蒸ノ湯休憩所入口からの市道500m付近で石積み擁壁（高さ約4m）とその上の落石防止柵が約40mにわたって崩れ道路を塞ぎ通行止めとなる[12]。

## 路線状況
毎年冬季閉鎖期間が終了する4月下旬には、開通式が岩手・秋田両県側で行われ、「雪の回廊」として観光できるようになっている。
秋田県側は、県境から後生掛温泉付近まで仙北市を通るが、道路の管理は秋田県道318号八幡平公園線とともに便宜上仙北地域振興局ではなく鹿角地域振興局が行う。

### 愛称

八幡平アスピーテライン

- 八幡平アスピーテライン
岩手県と秋田県にまたがる八幡平の山中を走る35.3キロメートル (km) 区間（文献により40 kmとも）を指す道路の愛称である[14][15]。11月上旬から4月下旬まで冬季閉鎖される[16]。東北地方有数の絶景ドライブルートでも知られ、かつて有料だった区間は26 kmである[16]。岩手側、秋田側の双方とも、上り口が急カーブが連続する区間で標高を上げてゆき、高原地帯になると山肌に沿って大小のゆったりしたカーブが続き、アップダウンが連続する[14][15]。標高が上がるに従い植生も変化し、火口跡にできた大小の沼が点在しており、変化に富む手つかずの自然景観が見られる道でもある[14]。10月上旬から中旬ごろまで紅葉の名所としても知られており、春先の開通直後は雪の回廊も見どころとなっている[14][15]。なお「アスピーテ」とは楯状火山を意味し、道路の愛称はかつて八幡平が楯状火山と考えられていたことに由来するが、近年では八幡平は成層火山群に分類されている[17]。

### 冬期閉鎖区間
- 区間 : 岩手県八幡平市緑ガ丘（八幡平スキー場付近） - 秋田県境（山頂見返峠）
  - 期日 : 11月初旬 - 翌年4月[18]
  - 閉鎖解除後もしばらく夜間（17:00 - 8:30）通行止め
- 区間 : 岩手県境（山頂見返峠） - 鹿角市八幡平字蒸の湯（蒸の湯ゲート）[19]
  - 期日 : 11月初旬 - 翌年4月[18]
  - 閉鎖解除後もしばらく夜間（17:00 - 8:30）通行止め
- 区間 : 鹿角市八幡平字蒸の湯（蒸の湯ゲート） - 鹿角市八幡平字後生掛[19]
  - 期日 : 11月下旬 - 翌年3月[20]
  - 閉鎖解除後もしばらく夜間（17:00 - 8:30）通行止め

### 交通不能区間
- なし[21]

### 旧有料区間
- 延長：26.4 km
  - 起点 : 岩手県八幡平市
  - 終点 : 秋田県鹿角市八幡平字切留平

## 地理

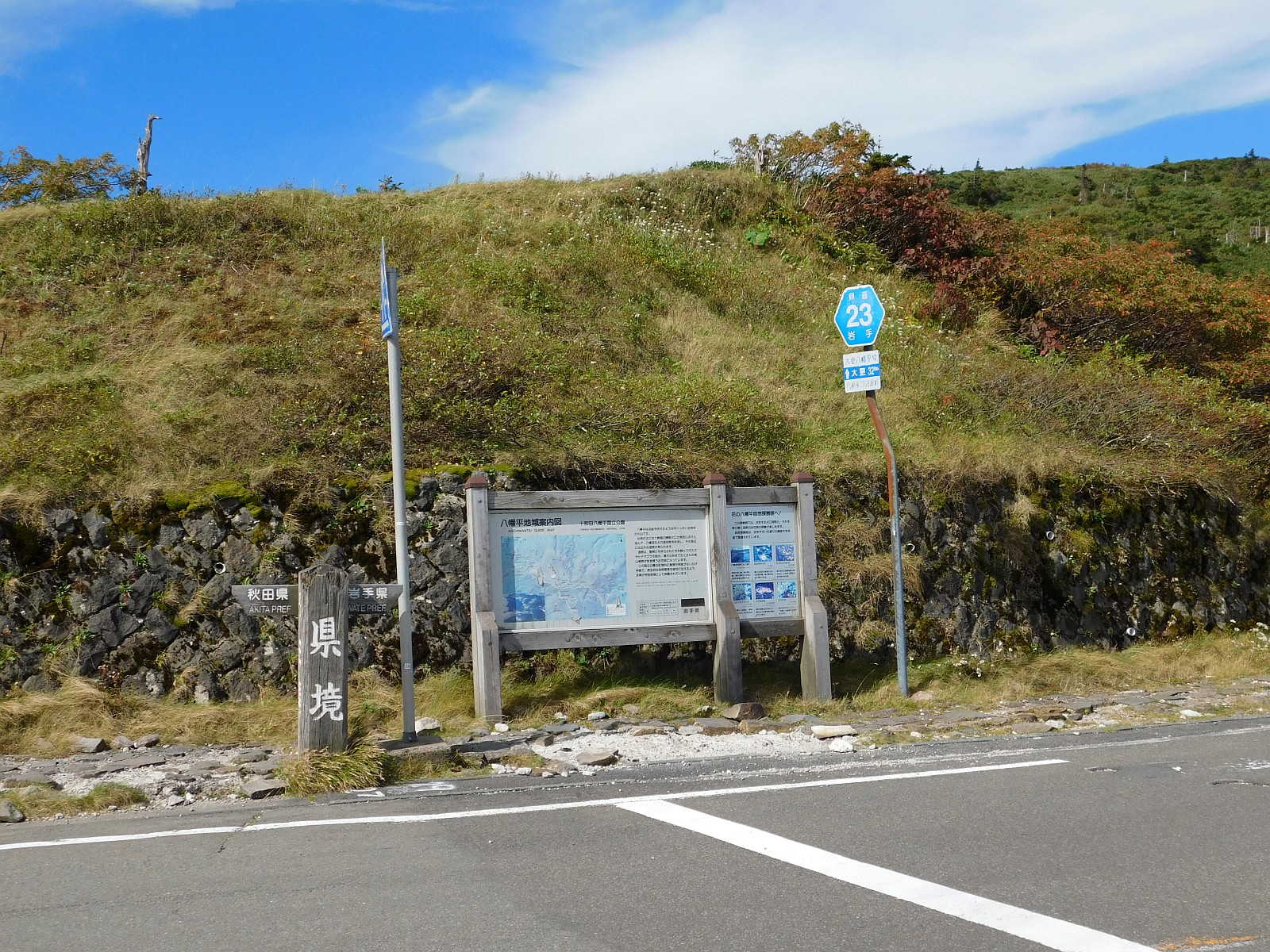
見返峠に設置された秋田・岩手県境標示と県道標識

岩手県と秋田県をまたぐ八幡平にあり、両県境は見返峠で奥羽山脈を越える。標高1,613 mの見返峠は八幡平アスピーテラインの最高所で、見返峠の駐車場から徒歩で約30分の位置にある八幡平山頂との標高差は43 mである。岩手県側は岩手山を見ながら、また秋田県側は展望が開けて視界の広い高原の快走路が続く。八幡平は、東北屈指の温泉や秋の紅葉の名所としても知られ、見返峠にある広い駐車場から八幡沼やカマ沼などのある散策路を巡る観光ができる。

### 通過する自治体
- 岩手県
  - 八幡平市
- 秋田県
  - 仙北市 - 鹿角市

### 交差する道路
| 施設名     | 接続路線名                          | 備考              | 所在地                                                                           |
| ---------- | ----------------------------------- | ----------------- | -------------------------------------------------------------------------------- |
|            | 国道282号・岩手県道257号岩手大更線  | 起点              | 岩手県八幡平市大更第36地割                                                       |
|            | 岩手県道301号渋民田頭線             | 岩手県道301号終点 | 岩手県八幡平市田頭第28地割                                                       |
|            | 岩手県道212号雫石東八幡平線         | 岩手県道212号終点 | 岩手県八幡平市柏台三丁目北緯39度54分44.62秒 東経140度58分41.3秒                  |
|            | 岩手県道45号柏台松尾線              | 岩手県道45号起点  | 岩手県八幡平市柏台一丁目北緯39度55分16.05秒 東経140度58分33.57秒                 |
| 八幡平頂上 | 秋田県道・岩手県道318号八幡平公園線 | 県道318号起点     | 秋田県仙北市田沢湖田沢字大深沢国有林地内北緯39度56分59.92秒 東経140度51分22.69秒 |
|            | 国道341号                           | 終点              | 秋田県鹿角市八幡平字切留平                                                       |

### 沿線の施設
- 源太岩

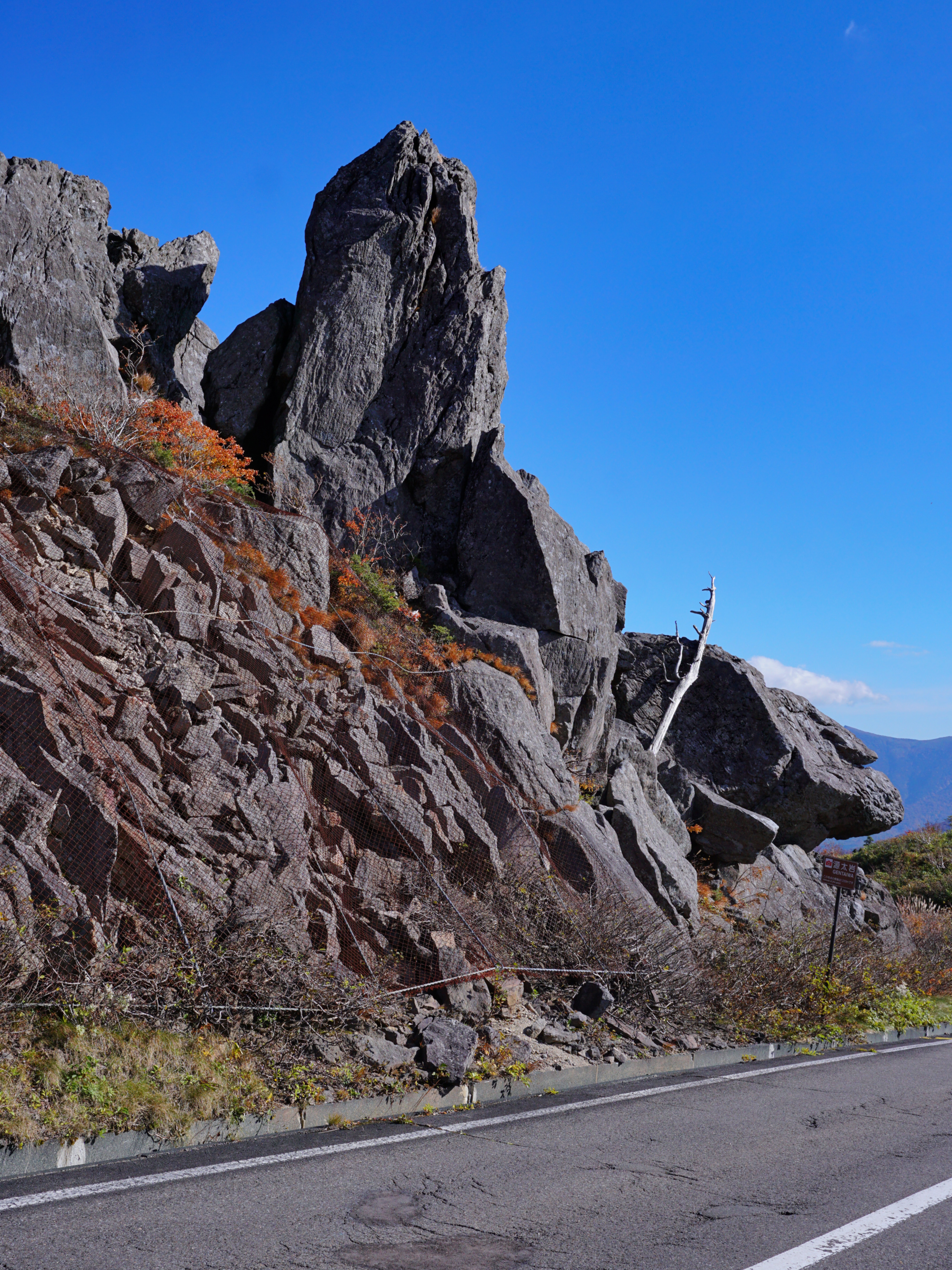
源太岩

- JR東日本 花輪線 大更駅（起点から国道282号・市道経由）
- 八幡平市立西根中学校
- 松尾八幡平ビジターセンター
- 金沢清水
- 旧・松尾鉱山
- 黒谷地湿原
- 八幡平頂上・見返峠
- 八幡平温泉郷
  - 大深温泉
  - 蒸ノ湯温泉
  - 後生掛温泉
  - 大沼温泉
- 八幡平スキー場
- 八幡平ビジターセンター
- 大沼地熱発電所